# Eliphalet Dyer
Eliphalet Dyer (14 septembre 1721 - 13 mai 1807) était un avocat, un juriste et un homme d'état né à Windham dans le Connecticut. Il a été délégué du Connecticut à de nombreuses sessions du Congrès continental.

## Biographie
Eliphalet a fréquenté Yale où il a obtenu son diplôme en 1740. Il est devenu membre de la milice, puis en 1747 a été élu juge de paix et membre de l'Assemblée coloniale.
Dans la Guerre de la Conquête, Dyer était un lieutenant-colonel dans la milice. En tant que colonel, en 1758, il mena son régiment au Canada pour appuyer les opérations d'Amherst et de Wolfe.
Le Connecticut a délégué Dyer à New York en 1765 pour le Stamp Act Congress, évènement précurseur de la Révolution américaine. En 1766, il fut élu juge à la cour suprême du Connecticut et occupera ce poste jusqu'en 1793 et exerçant les fonctions de juge en chef après 1789.
Au début de la révolution, Dyer fut nommé délégué au Congrès continental en 1774. Il y siégera au Congrès pendant les années 1774-1775, 1777-1779 et 1782-1783.
Eliphalet s'est retiré de la vie publique en 1793. Il est mort dans sa maison à Windham le 13 mai 1807, et est enterré dans le cimetière de Windham.